# Rumex subdubius
Rumex subdubius är en slideväxtart som beskrevs av Karl Heinz Rechinger. Rumex subdubius ingår i släktet skräppor, och familjen slideväxter. Inga underarter finns listade i Catalogue of Life.